# Dark Blue
Dark Blue es una película policíaca estadounidense del 2003 dirigida por Ron Shelton y con Kurt Russell como protagonista. Está basada en una historia del escritor James Ellroy.

## Argumento
Los Ángeles, 1992. La ciudad está pendiente del veredicto del juicio contra los policías que pegaron una paliza a Rodney King. Mientras, Eldon Perry es un veterano policía de métodos sucios que debe investigar un cuádruple asesinato bajo órdenes de su superior Van Meter, que también es un hombre de métodos sucios. En su investigación le acompaña Bobby Keough, un joven policía que comienza a cuestionar los métodos de Eldon y de otros muchos miembros del departamento.
Bajo órdenes de Van Meter él entonces encubre a los asesinos, que son informantes de Van Meter e incrimina a otros dos asesinándolos. Sin embargo también Perry empieza a cuestionar lo que está haciendo, algo que ha estado haciendo bajo órdenes de Van Meter y empieza entonces a investigar a fondo el caso.

## Reparto
- Kurt Russell: Eldon Perry
- Ving Rhames: Arthur Holland
- Brendan Gleeson: Jack Van Meter
- Scott Speedman: Bobby Keough
- Michael Michele: Beth Williamson
- Lolita Davidovich: Sally Perry
- Khandi Alexander: Janelle Holland
- Kurupt: Darryl Orchard
- Dash Mihok: Gary Sidwell
- Jonathan Banks: James Barcomb
- Graham Beckel: Peltz
- Marin Hinkle: Deena Schultz

## Comentarios
- El hijo de Kurt Russell interpreta al hijo de Eldon Perry, el personaje interpretado por su padre.
- James Ellroy escribió esta obra pensada para Kurt Russell.
- Fue originalmente titulada "The Plague Season" (La temporada de plaga), pero la paranoia creada por el ántrax en los EE.UU hizo que la película se acabara llamando Dark Blue (el "azul" se refiere a los uniformes de la policía).[2]

## Recepción
La película se estrenó el 21 de febrero del 2003 en los Estados Unidos y se estrenó en España el 5 de marzo del 2004. Fue un fracaso en taquilla. Dark Blue es un sólido thriller bastante tradicional y en el que se agradece la ambigüedad moral de la mayoría de los personajes, algo a lo que se alude directamente en la película cuando el malo principal se cuestiona quienes son los malos y quienes los buenos.

## Premios
- Premios AARP: Una Nominación
- Premios Black Reel (2004): 2 Nominaciones
- Premio PFS (2004): Nominada